# Hannah Morrison

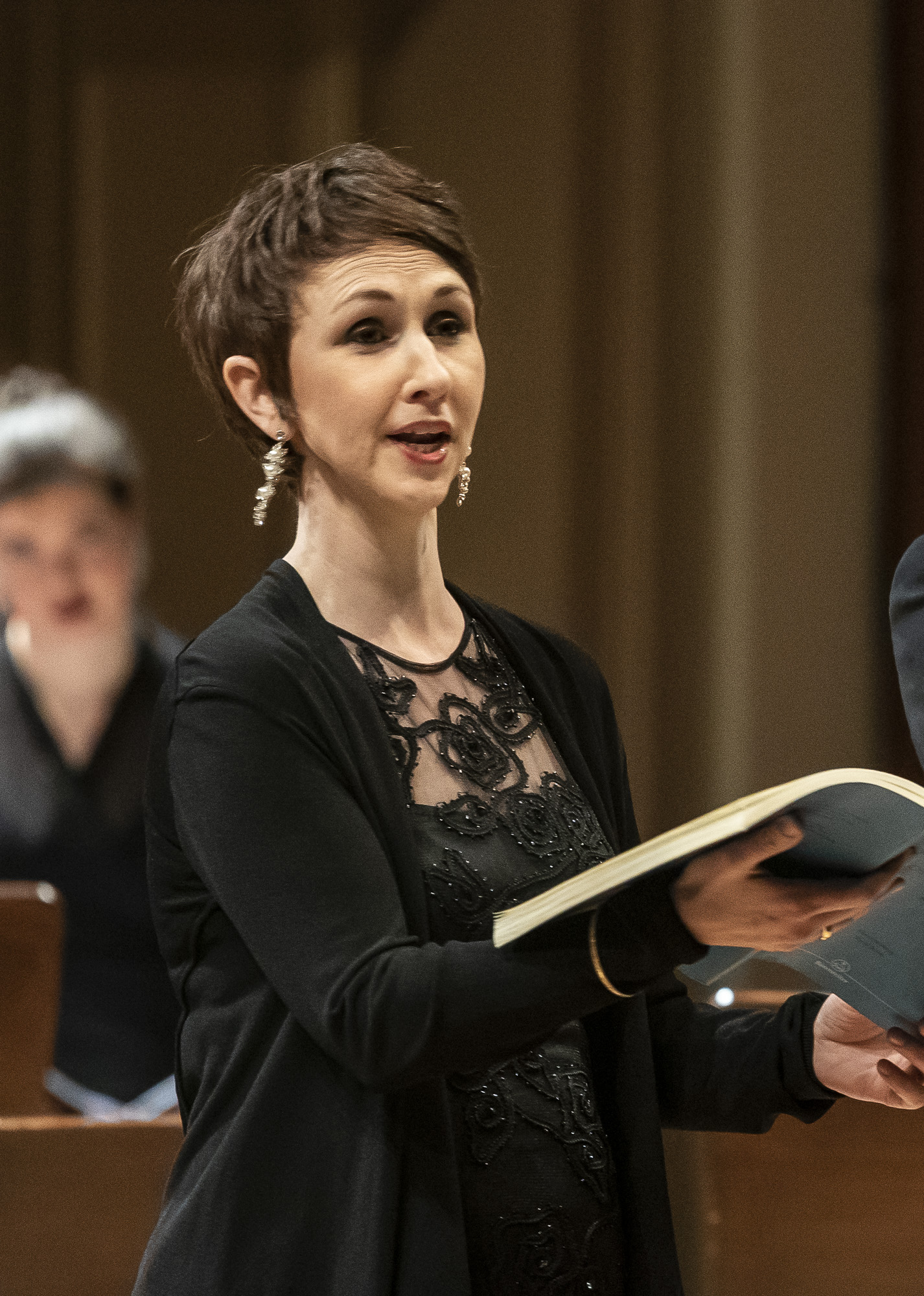
Hannah Morrison by Petra Hajská (2018)

Hannah Morrison (* vor 1998) ist eine niederländische Opernsängerin (Sopran).

## Leben
Hannah Morrison stammt aus einer schottisch-isländischen Familie und wuchs in Holland auf. Dort studierte sie Gesang und Klavier, bevor sie an die Hochschule für Musik und Tanz Köln wechselte, wo sie bei Barbara Schlick studierte und ihr Konzertdiplom erlangte. Damals absolvierte sie auch einen Master of Music in Performance an der London Guildhall School of Music and Drama unter Professor Rudolf Piernay.
Jüngst konzertierte sie mit Masaaki Suzuki und dem Bach Collegium Japan mit dem Musik Podium Stuttgart (Frieder Bernius), mit dem Ricercar Ensemble (Philippe Pierlot), mit dem Beethoven Orchester Bonn (Stefan Blunier), mit der Capella Augustina (Andreas Spering) und dem Bayerischen Rundfunkchor (Olari Elts). In der laufenden Saison wird sie mit Philippe Herreweghe mehrere Touren machen.
Als Sololiedinterpretin wurde sie eingeladen, im Bonner Beethoven-Haus (2015) und in der Kölner Philharmonie (2016) Konzerte zu geben, die sie mit Joseph Middleton gestaltete. In Großbritannien gab sie bereits Gesangsrecitals mit den Pianisten Eugene Asti und Graham Johnson am Oxford Festival sowie in herausragenden Londoner Veranstaltungsorten wie Kings Place und der Wigmore Hall. Außerdem gab sie im Juni 2015 ein Gastspiel mit dem Lautenisten Sören Leupold bei den Musikfestspielen Potsdam Sanssouci.
Hannah Morrison lebt mit ihrer Familie in Köln.